# Masirana longipalpis
Masirana longipalpis là một loài nhện trong họ Leptonetidae.
Loài này thuộc chi Masirana. Masirana longipalpis được T. Komatsu miêu tả năm 1972.